# Abuzul sexual în Biserica Catolică

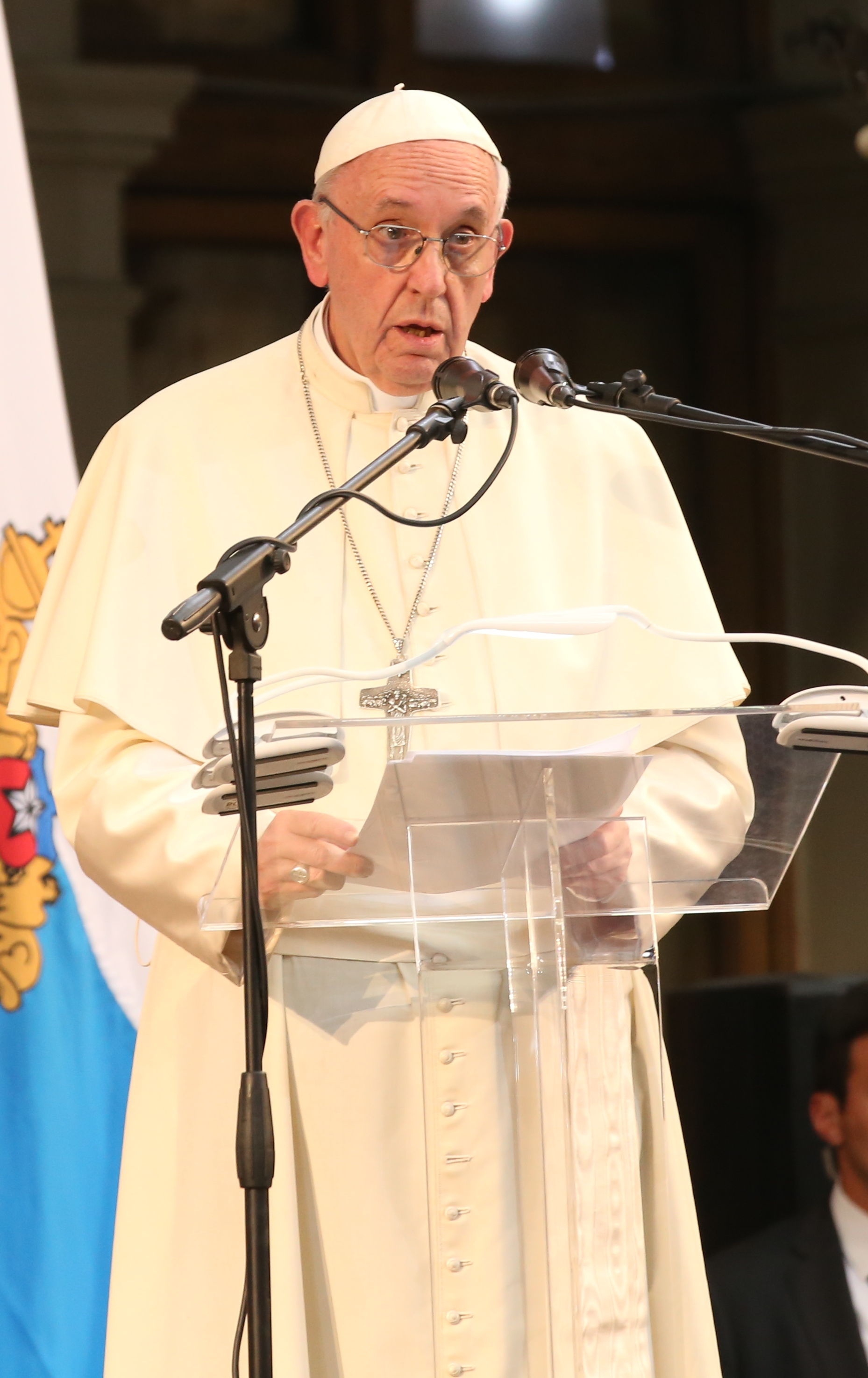
Papa Francisc în timpul discursului ținut la Pontificia Universidad Católica de Chile (2018). The Catholic Church in Chile in 2018 suffered one of the worst of the worldwide Catholic sexual abuse cases, including the Fernando Karadima case, resulting in several convictions and resignations.

Abuzul sexual în Biserica Catolică este un scandal care a ieșit la lumină începând cu anii 1990. El se referă la abuzuri sexuale comise de clerici, dar și de unii   pedagogi laici, care erau angajați ai Bisericii Catolice. Aceste teme erau în trecut tabu, dar în prezent sunt discutate în public și se încearcă stabilirea unor despăgubiri și a unor măsuri de prevenire.
În anul 2002 cotidianul american The Boston Globe a primit Premiul Pulitzer pentru consecvența și curajul dezvăluirii abuzurilor sexuale din Arhidieceza de Boston. Filmul Spotlight, care tematizează același subiect, a fost distins în 2016 cu Premiul Oscar pentru cel mai bun film.

## Cronologie
În anul 1995 arhiepiscopul Vienei, cardinalul Hans Hermann Groër, a fost confruntat cu acuzații de abuz sexual. Vaticanul a reacționat „diplomatic” numind în data de 13 aprilie 1995 un episcop coadjutor cu drept de succesiune, în persoana lui Christoph Schönborn. În toamna anului 1995 papa Ioan Paul al II-lea a acceptat pensionarea arhiepiscopului Groër, pe motivul împlinirii vârstei de 75 de ani. Episcopii și arhiepiscopii romano-catolici își depun cererea de pensionare la vârsta de 75 de ani. Conform cutumei, cererea de pensionare a arhiepiscopilor care sunt și cardinali, este acceptată la vârsta de 80 de ani. Arhiepiscopul Groër s-a retras la o mănăstire din cadrul Stift Göttweig⁠(en)[traduceți], unde a primit funcția de stareț. În anul 1998, după o revizie internă din partea Vaticanului, arhiepiscopul Groër și-a dat demisia și din această funcție și s-a mutat într-o mănăstire de maici, unde a murit în anul 2003.
În data de 18 mai 2018, în timpul pontificatului papei Francisc, toți episcopii romano-catolici din Chile și-au înaintat demisia în urma mușamalizării instituționalizate a cazurilor de abuz sexual. În cursul anului 2018 papa Francisc a acceptat demisiile a cinci episcopi chilieni, iar în 13 octombrie 2018 a caterisit doi arhiepiscopi.
În data de 16 februarie 2019 Biroul de Presă al Vaticanului a anunțat caterisirea cardinalului Theodore McCarrick, fost arhiepiscop de Washington.

## Articole externe în limba română
- Pedeapsa Vaticanului pentru clericii pedofili: retragerea intr-o viata de rugaciune si penitenta, precum si acordarea de reparatii victimelor abuzurilor (19 Feb 2011)